# Freiburger Hütte
Die Freiburger Hütte ist eine Schutzhütte der Sektion Freiburg-Breisgau des Deutschen Alpenvereins. Sie liegt im Lechquellengebirge oberhalb des Formarinsees gegenüber der Roten Wand und erhebt für sich selbst den Anspruch, familienfreundlich zu sein. Die Hütte ist ein Stützpunkt für die bergsteigerische Ausbildung durch den DAV.

## Weblinks

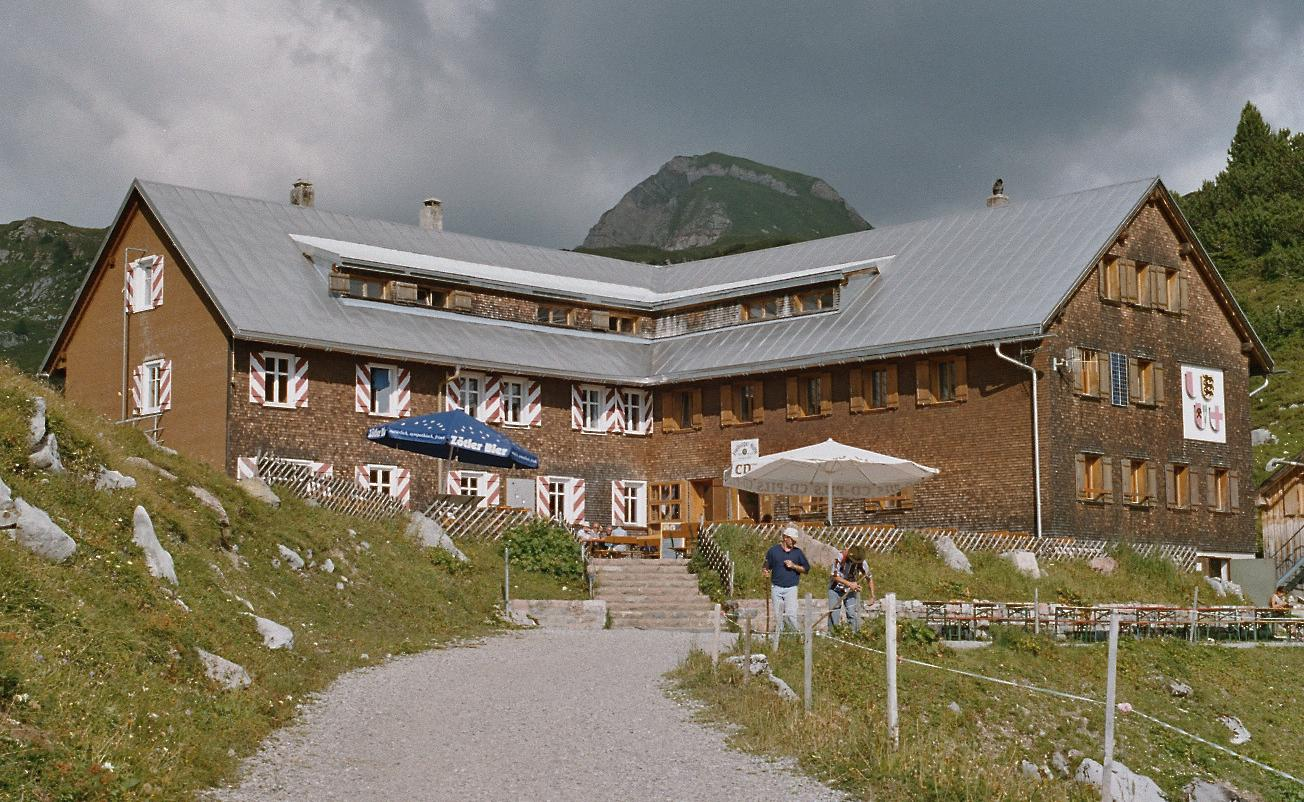
Im August 2004 mit dem Formaletsch (2292 m) darüber
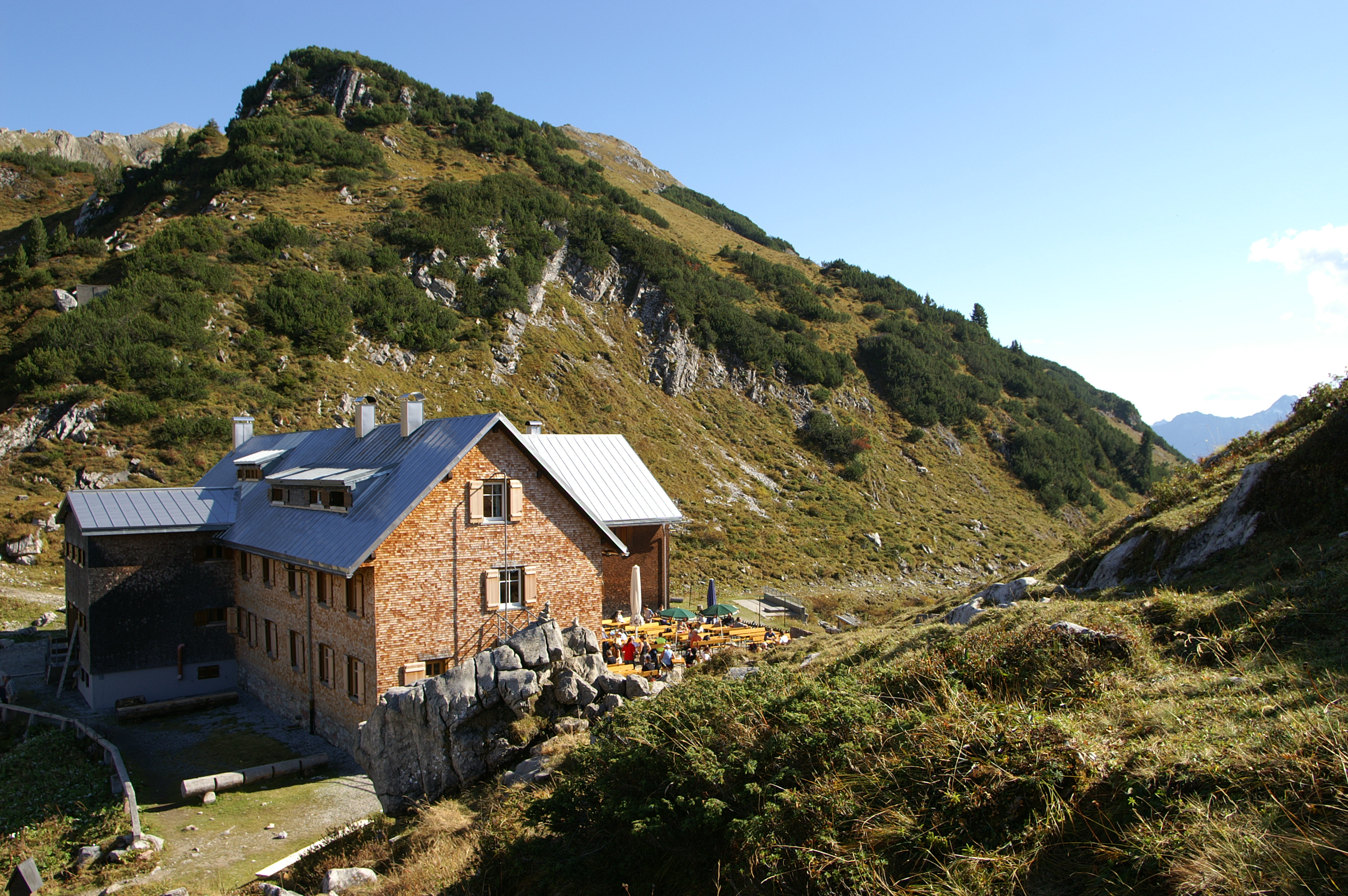
Im Sommer 2007
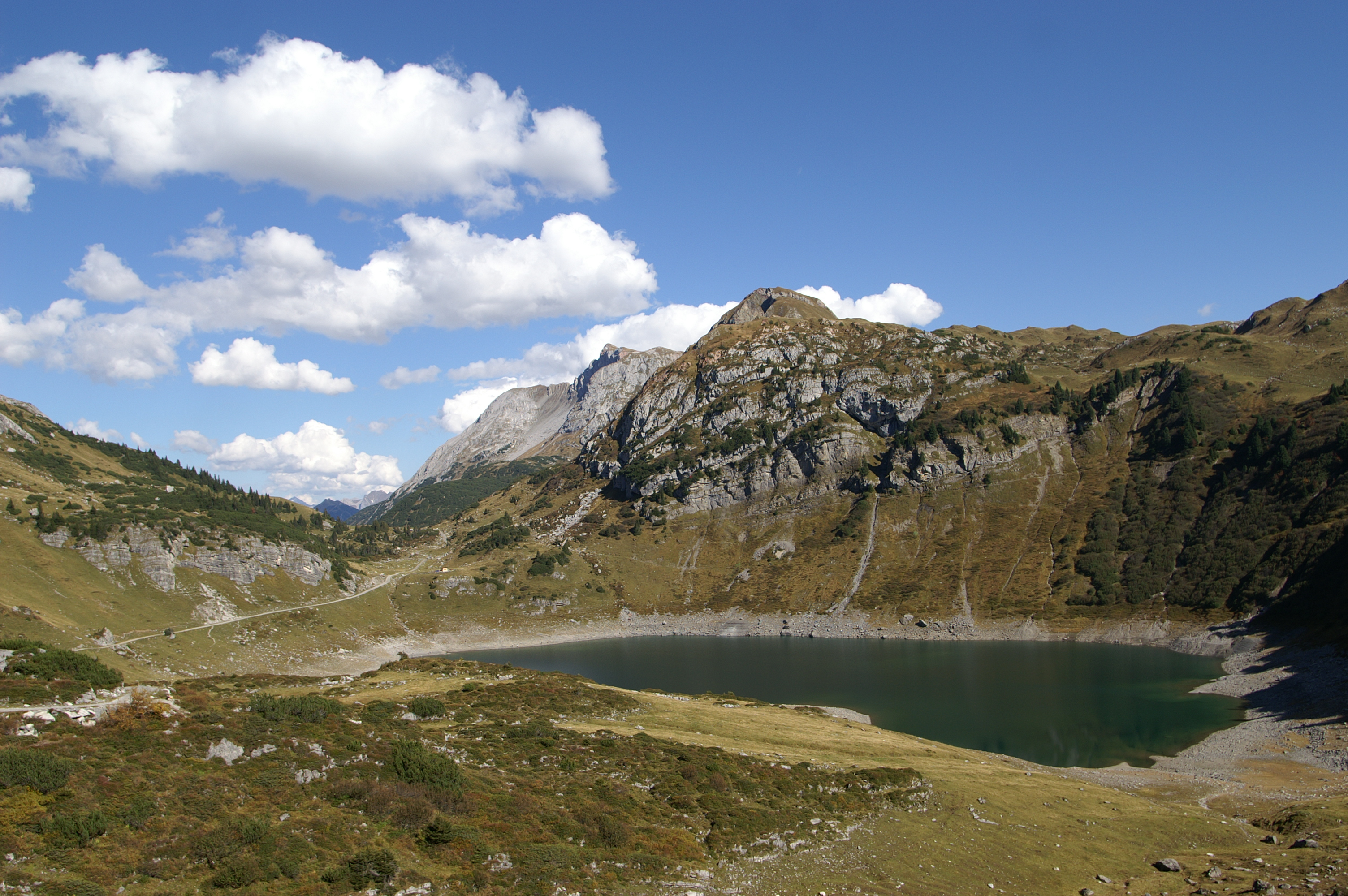
Blick über den Formarinsee nach Osten mit dem Formaletsch und dem Zuger Tal
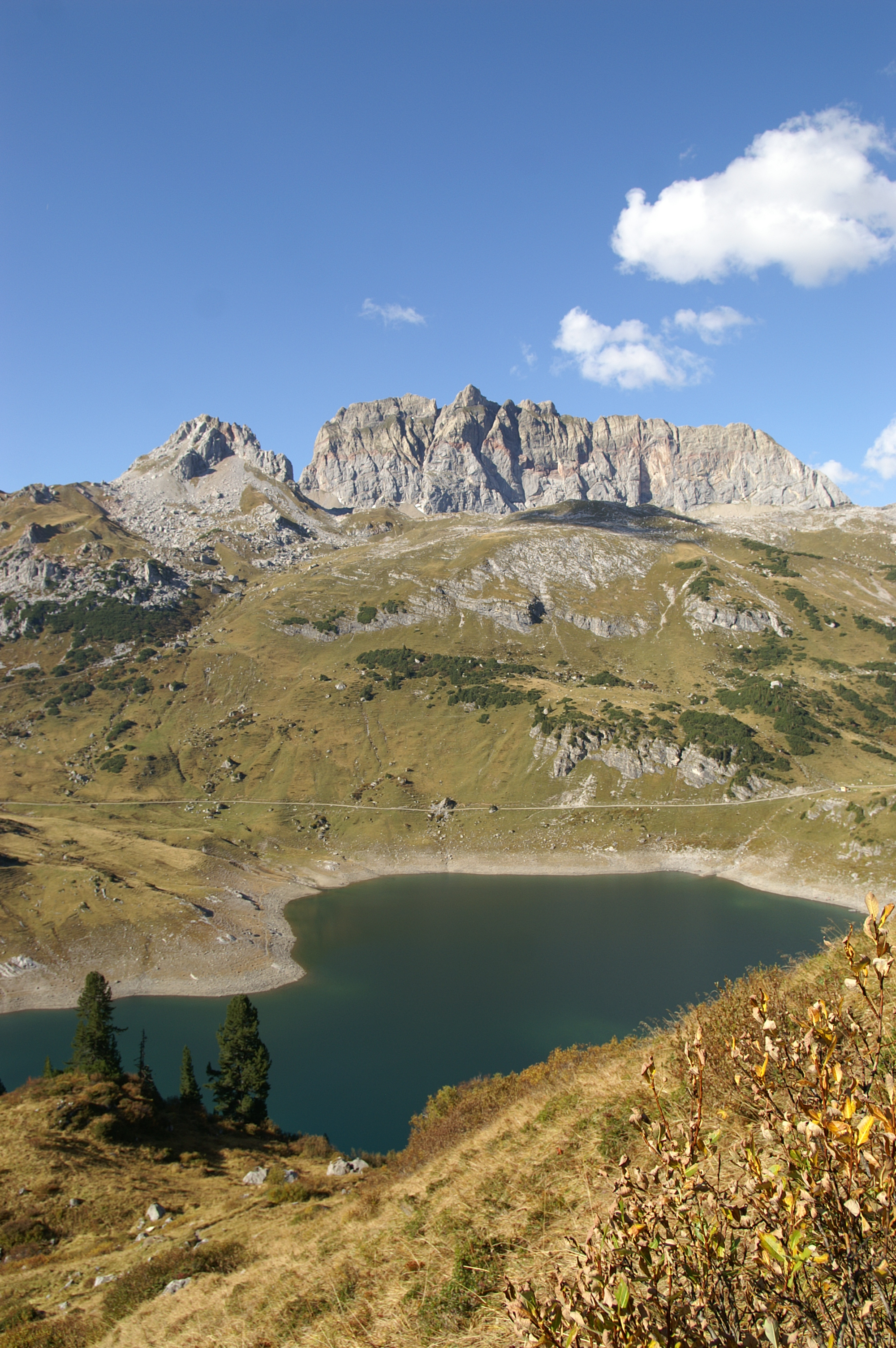
Mit Roter Wand
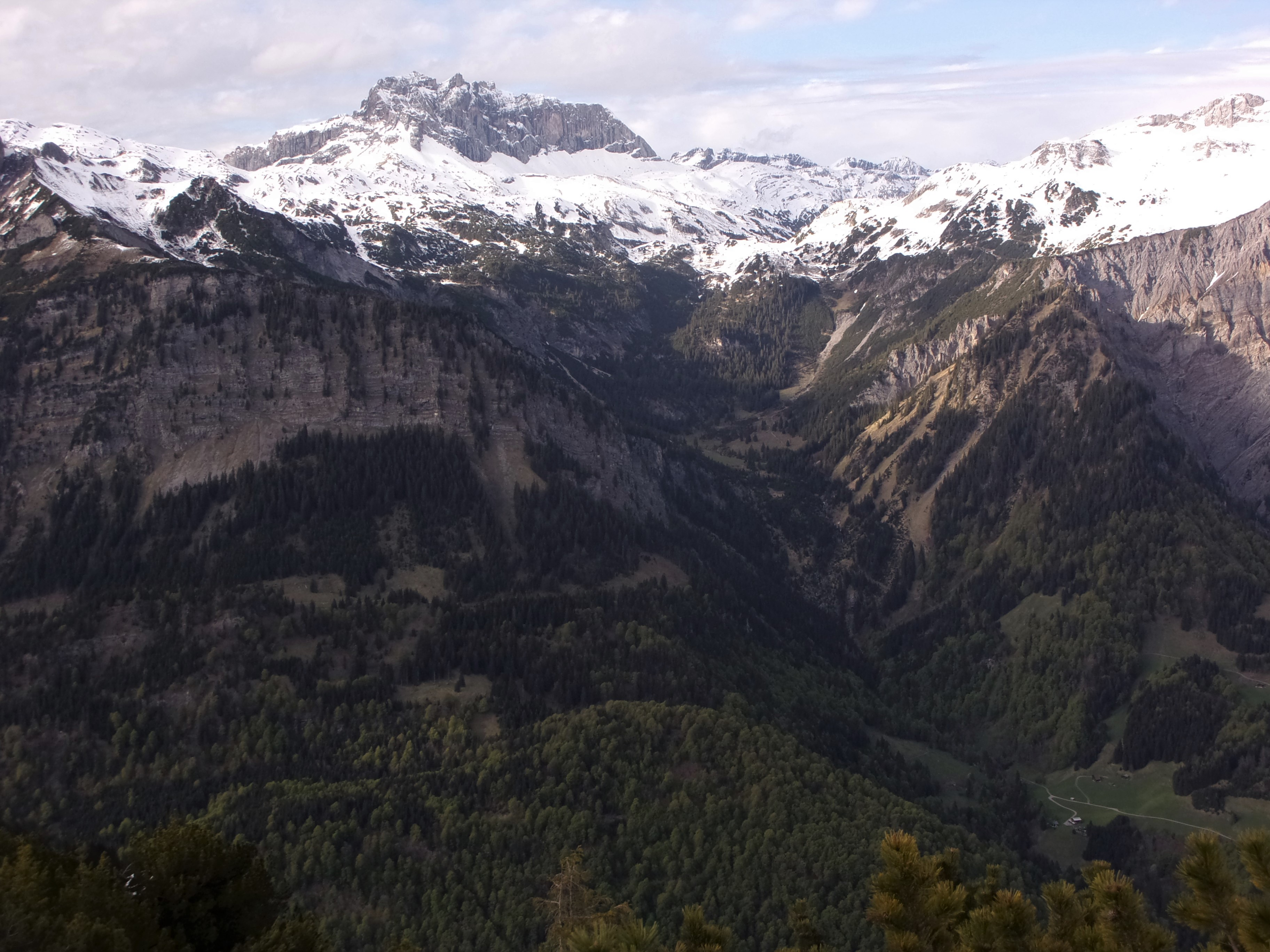
Blick vom Itonskopf (2089 m) im Verwall über das Klostertal hinweg in das Schmiedetobel, zum Rauhen Joch mit der Freiburger Hütte (siehe Annotierung) und der Roten Wand darüber. Rechts unten erkennt man die ersten Häuser von Dalaas.

## Geschichte
Die Freiburger Hütte wurde 1912 erbaut und von 1975 bis 1977 erweitert. Seit 1993 besitzt sie eine Photovoltaikanlage; weiterhin sorgt ein Blockheizkraftwerk für Strom und Wärme.
Bis 1958 erfolgte der Transport der Güter zum und vom Schutzhaus per Muli durchs Schmiedtobel. Ab dann existierte eine Materialseilbahn, deren Talstation in der Nähe der Formarinalpe war. Nachdem 1975 der Fahrweg westlich um den Formarinsee herum fertiggestellt wurde, konnte die Materialseilbahn 1979 abgebaut werden.

## Aufstieg
- Normalweg von Dalaas durch das Schmiedetobel: Dalaas Bahnhof (930 m ü. A., kein Reisezughalt) – Mason – Mustrinalpe – Rauhe Staffel – Freiburger Hütte, ca. 3 Stunden, 1000 Höhenmeter. (im Winter ist der Zugang von Dalaas lawinengefährdet).
- Von Inner- oder Außerbraz (Masonweg): Innerbraz (704 m ü. A.) – Rosengarten – Malarsch – Mason-Alpe – Gwurfjoch (2070 m ü. A.) – Friedhöfle zur Freiburger Hütte, 5 Stunden.
- von Lech (auch mit Rad möglich): Von der Formarin-Alpe (1871 m ü. A.) über den Felsensteig an der Ostseite des Sees in 25 oder auf dem Fahrweg in 30 bis 45 Minuten zur Hütte. Zum Formarinsee über eine Mautstraße, von 9:30 bis 15:30 Uhr nur mit Wanderbus (30 Minuten) ab Lech. Alternativ (ohne Wanderbus/Auto): Lech – Zug – Unterälpele – Formarin-Alpe zur Freiburger Hütte; ca. 4½ Stunden.
- Vom Großwalsertal: Verschiedene, zum Teil lange Anstiegswege:
  - Von Buchboden über Bad Rotenbrunnen – Gaden-Alpe – Madona-Alpe – Klesenza-Alpe zur Freiburger Hütte in 8½ Stunden. Von Marul über Staffelfeder-Alpe – Obere Partnom-Alpe – Garmil – Untere Laguz-Alpe – Obere Laguz-Alpe – Lange Furka zur Freiburger Hütte in 5½ Stunden.
  - Über Nova-Alpe – Fürkele – Faludriga-Alpe – Lange Furka zur Freiburger Hütte in 6½ bis 7 Stunden.
  - Von Marul ist von etwa Mitte Juni bis Ende September eine Kleinbuslinie (Linie 79 des Verkehrsverbundes Vorarlberg, erhöhter Fahrpreis, da Mautstraße) bis zur Unteren Laguzalpe (etwa 1583 m ü. A.) eingerichtet.[2]
  - Ab der Elsalpe über Gamsfreiheit und Falidruga-Alpe 5¾ Std.

## Übergänge
- Zur Göppinger Hütte durch die Johanneswanne in 4½ Stunden.
- Zur Ravensburger Hütte: Steinernes Meer – Gehrengrat – Spullersee – Ravensburger Hütte, 4½ Stunden. Bei unsicheren Verhältnissen durchs Lechtal über die Tannläger-Alpe in 3½ bis 4 Stunden.
- Zum Fraßenhaus: Über Schwarze Furka – Falidrugaalpe – Gamsfreiheit – Elsalpe – Tiefenseesattel in 6½ Stunden.[3] Die frühere Route Masonweg – Hinterbirg – Sättele – Elsalpe – Tiefenseesattel – Fraßenhaus (1725 m ü. A.) in 5½ bis 6 Stunden ist nicht zu empfehlen (Der einst durch Schutthalden angelegte Hinterbirgweg ist verfallen[4] und dort kaum noch erkennbar.)

## Transalp
Die Freiburger Hütte ist ein wichtiger Stützpunkt für Unternehmungen im Sinne einer Transalp-Tour mit dem Mountainbike, bei der die Alpen überquert werden. Seit 1989 wird die Hütte auf der Heckmair-Route angefahren, seit 1995 zusätzlich auch auf der Joe-Route. Beide alpinen Wege enden am Gardasee.